# Боліварія короткокрила
Боліва́рія короткокри́ла (Bolivaria brachyptera) — вид короткокрилих богомолів родини Mantidae, єдиний представник роду Bolivaria в Європі, зокрема у фауні України. Зустрічається також від Греції та Туреччини до Монголії.

## Опис
Довжина тіла імаго 3,5-4,6 см у самців, 4-5,3 см у самиць. Бурувато-сірі, рідше брунатні чи жовтувті, з загальним зеленуватим відтінком. На передній поверхні голови добре помітна чорна з білою облямівкою поперечна смужка, що охоплює очі та лоб. Фасеткові очі сильно виступають над поверхнею голови. Вздовж усієї довжини по центру передньоспинки добре виражений поздовжній киль, передньоспинка ромбоподібна, з дрібно зазубреним краєм. Надкрила і крила з білою смужкою вздовж переднього краю, вкорочені, у обох статей не заходять за середину черевця. Крила прозорі, димчасто-жовтуваті, з чорно-фіолетовою блискучою облямівкою по краях. Перший членик задньої лапки довший за всі інші, разом узяті. Середні та задні ноги з шипами поблизу коліна.

## Ареал
Ареал диз'юнктивний. Поширений у Греції, зокрема на острові Крит, Північному Причорномор'ї, у Малій Азії, на Близькому Сході, Кавказі та у Закавказзі, Нижньому Поволжі, Східному Казахстані та Середній Азії, в Ірані, Афганістані, Південно-Західній Монголії. В Україні відомий з півдня Одеської та Херсонської областей, Криму.

## Спосіб життя

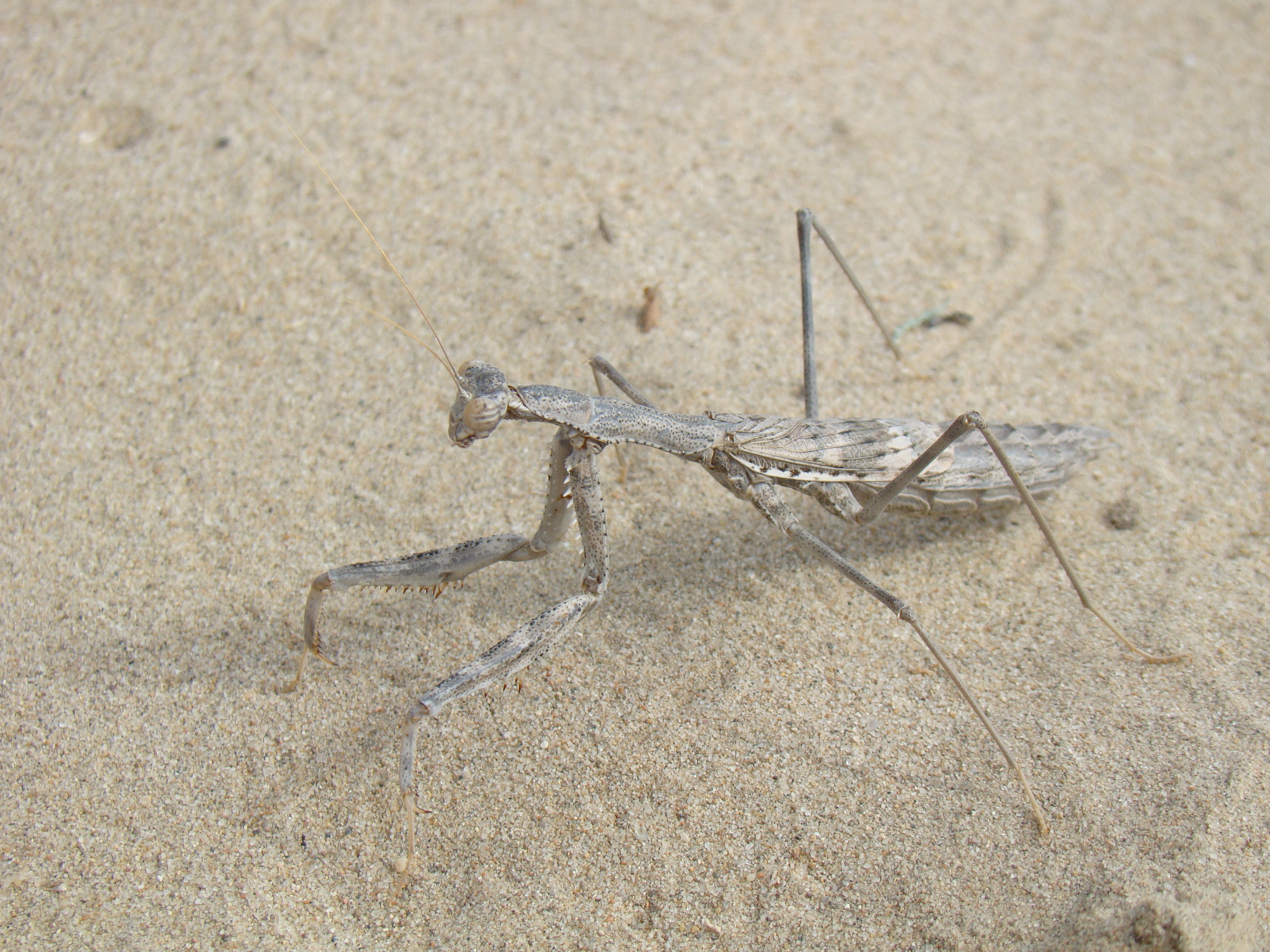
Імаго боліварії короткокрилої, Казахстан

В Україні генерація однорічна, зимують у фазі яйця. Личинки з'являються в кінці травня — на початку червня, дорослі комахи — з кінця червня. Хижаки-засадники, живляться дрібними комахами. Самець і самиця короткокрилі, тому не здатні до польоту. Зустрічаються у передгір'ях, на схилах горбів, ярів та балок зі збідненим степовим різнотрав'ям, на ділянках цілинних піщаних степів. Тримаються на поверхні ґрунту, іноді — на кущах полину й сухих стеблах трав.

## Значення для людини
Корисний ентомофаг, комерційного значення не має.
Вид було внесено до Червоної книги України 2009 року зі статусом «зникаючий». Охороняється у Карадазькому природному заповіднику у складі фауни безхребетних. Рідкісний вид, реєструються лише поодинокі екземпляри. Чисельність зменшується внаслідок степових пожеж, розорювання цілинних ділянок, перевипасу, використання приморських степів в рекреаційних цілях та застосування пестицидів. Доцільно створювати у місцях перебування виду ентомологічні заказники.
Також вид внесено до Червоних книг низки регіонів Росії.